# Книги Ненсі Дрю
Героїня Ненсі Дрю була в ряді серій книжок протягом багатьох років. Перша і найдовша з них є таємниця Ненсі Дрю історії серії, розпочатої в 1930 році і закінчилося в 2003 році. Перший спін-офф, Ненсі Дрю Файли, було розпочато в 1986 році. З тих пір, Ненсі Дрю з'явилася в ряді інших серій і книг.Finnan, R. W. The Unofficial Nancy Drew Home Page. Архів оригіналу за 3 серпня 2009. Процитовано 16 березня 2009.
- Fisher, Jennifer. Nancy Drew Sleuth. Архів оригіналу за 13 березня 2009. Процитовано 15 березня 2009.

### «Ненсі Дрю Таємничі Історії»
| # | Назва                      | Оригінальна назва           | Публікація | Нарис          | Рукопис | Редактор       | Перреглянуто | Відкореговано |
| - | -------------------------- | --------------------------- | ---------- | -------------- | ------- | -------------- | ------------ | ------------- |
| 1 | Таємниця старого годинника | The Secret of the Old Clock | 1930       | E. Stratemeyer | M. Wirt | E. Stratemeyer | 1959         | H.S. Adams    |
| 2 | Таємниця загадкових сходів | The Hidden Staircase        | 1930       | E. Stratemeyer | M. Wirt | E. Stratemeyer | 1959         | H.S. Adams    |
| 3 | Загадка бунгало            | The Bungalow Mystery        | 1930       | E. Stratemeyer | M. Wirt | E. Stratemeyer | 1960         | Patricia Doll |
| 4 | Таємниця бузкового готелю  | The Mystery at Lilac Inn    | 1930       | H.S. Adams     | M. Wirt | H. Elp         | 1961         | Patricia Doll |
| 5 | Таємниця Ранчо Тіней       | The Secret of Shadow Ranch  | 1931       | H.S. Adams     | M. Wirt | H.S. Adams     | 1965         | Grace Grote   |

- 'Таємниця ферми «Червоні ворота»' (1931, Е. Сквайр)
- Загадка в щоденнику (The Clue in the Diary, 1931, Е. Сквайр)
- Загадкове лист Ненсі (Nancy's Mysterious Letter, 1932, Е. Сквайр)
- Загадка перекручених свічок (1933, Гаррієт Адамс)
- Пароль до Larkspur Lane (1933, Гаррієт Адамс)
- Загадка зламаного медальйона (1934, Е. Сквайр)
- 'Таємниця старого дуба' (книга 5)
- 'Таємниця старого диліжанса' (книга 6)
- 'Таємниця алеї дельфініумів' (книга 6)
- 'Таємниця чорних ключів' (книга 7)
- 'Таємниця пір'я павича' (книга 7)
- 'Таємниця очей, що світяться' (книга 8)
- 'Таємниця перських кішок' (книга 8)
- 'Таємниця балету "Лускунчик' (книга 9)
- 'Загадка старовинної скрині' (книга 9)
- 'Злочин при дворі королеви' (книга 10)
- 'Таємниця, яку зберігало море' (книга 10)
- 'Таємниця тибетського скарбу' (книга 11)
- 'Таємниця курорту «Солер»' (книга 11)
- 'Таємниця вершника в масці' (книга 12)
- 'Справа про художній злочин' (книга 12)
- 'Легенда гірського струмка' (книга 13)
- 'Розповіді про привидів' (книга 13)
- 'Привид у Венеції' (книга 14)
- 'Загадкова фотографія' (книга 14)
- 'Жахлива подія в особняку Фенлі' (книга 15)
- 'Таємниця долини тіней' (книга 15)
- 'Помста блазня' (книга 16)
- 'Подія на озері Тахо' (книга 16)
- 'Таємниця підвінцевої вуалі' (книга 17)
- 'Пастка для зірок' (книга 17)
- 'Таємниця туманного каньйону' (книга 18)
- 'Таємниця фамільного портрета' (книга 18)
- 'Зустрінемось на вишці'
- 'Голос з мармуру'

### «Файли Ненсі Дрю»
| # | Назва                  | Оригінальна назва | Публікація | Примітки  |
| - | ---------------------- | ----------------- | ---------- | --------- |
| 1 | Секрети можуть вбивати | Secrets Can Kill  | 1986       | (Червень) |